# Vescomtat de Gabardà
El vescomtat de Gabardà o Gabarret fou una jurisdicció feudal de la Gascunya, abraçant la comarca de les Landes Petites i Gabardà.
El vescomtat es va originar per divisió del Ducat de Gascunya. Les terres de Gabardà i altres van tocar a Aner I, fill del duc Sanç IV. Aner, vescomte de Gascunya, va morir aviat (vers 978) i va deixar territoris a tres fills: Llop (Vescomtat d'Auloron), Donat (vescomtat de Gabardà) i Sanç (Vescomtat de Tursan). Arnau va morir el 1030 i va deixar tres fills: Saxetó (abat, mort el 1062), Guillem (mort també el 1062 i que només va deixar un fill, Pere, que fou prior i va morir el 1080) i l'hereu Roger I. Aquest es va casar dues vegades, la segona amb Adelaida de Lomanha, vescomtessa de Brulhès, que li va aportar en dot aquest vescomtat. Al morir Roger el vescomtat de Gabardà va passar als seu fill gran Pere I (el segon era Arnau que va morir el 1097); el tercer fill, Hug, del segon matrimoni, va rebre Brulhès però va morir el 1064 i sa germà Hunald (mort el 1105), que era abat, va renunciar al vescomtat que va passar també a Pere I, germanastre, que així va reunir les dues regions. Pere va morir el 1097 i va deixar tres fills: el més gran, Pere de Soriguers, el va succeir; Arnau, probablement mort jove; i Roger, casada amb la senyora de Beuvila i tronc d'una curta nissaga de vescomtes de Bezaume i de Benauges. Pere II de Gabardà i de Brulhès es va casar amb Guiscarda que el 1134 va heretar les vescomtat de Bearn i el d'Oloron. El 1119, a la mort de Pere II, el va succeir a Brulhès i Gabardà el seu fill Pere III, que el 1147 va rebre Oloron i Bearn per renúncia de la seva mare Guiscarda (que va morir el 1154). Des de llavors Gabardà i Brulhès van formar part dels dominis de Bearn i van seguir la seva història. El 1290 a la mort de Gastó VII, la seva segona filla Mata va rebre Gabardà i Brulhès i els va aportar pel seu matrimoni al comte d'Armanyac Guerau VI (1256-1285) al seu fill Bernat VI d'Armanyac quedant llavors unit a l'Armanyac fins vers 1453 quan el comte Joan V el va empenyorar per cobrir les seves deutes i va passar a la corona. El 1515 els béns dels Armanyac van ser donats a Margarida d'Angulema, dona d'Enric II d'Albret amb qui va quedar unit a Navarra i després a França.

## Llista de vescomtes
- Aner I 977-978
- Donat 978-995
- Arnau I 995-1030
- Roger I 1030-1045
- Pere I 1064-1097
- Pere II 1097-1119
- Pere III 1119–1154
- Ramon Berenguer (tutor) 1154-1165
- Gastó I (V de Bearn) 1154–1170
- Maria de Bearn 1170–1173
- Guillem vescomte de Montcada 1170-1173
- Pelegrí de Castillarzuello (Tutor, Senyor de Barbastre)
- Gastó II (VI de Bearn, el Bo) 1173–1214 (comte de Bigorra i vescomte de Marsan, Orte i Dacs)
- Guillem Ramon I 1214–1223
- Guillem II 1223–1228
- Garsenda (regent) 1228–1240
- Gastó III (VII de Bearn) 1228–1290 (vescomte de Marsan)
- Mata 1290-?
- Bernat VI ?-1319
- Joan I 1319-1373 (comte de Rodés)
- Joan II el Desigual 1373-1384
- Joan III 1384-1391
- Bernat VII 1391-1418
- Joan IV 1418-1450
- Joan V 1450-1453
- empenyorat a la corona 1453
- a la corona francesa 1453-1515
- Margarida d'Angulema 1515-1555
- Enric I d'Armanyac i II de Navarra 1522-1555
- Joana d'Albret 1555-1572 (III de Navarra)
- Enric II 1572-1589 (Enric III de Navarra, esdevé Enric IV de França el 1589)
- a la corona francesa 1589